# بتمنی که می‌خندد
بتمنی که می‌خندد (بروس وین) یک ابرشرور است که در کتاب‌های کمیک آمریکایی منتشر شده توسط دی‌سی کامیکس ظاهر می‌شود. او که توسط نویسنده اسکات اسنایدر و هنرمند گرگ کاپولو خلق شده است، همتای شیطانی و نسخه دیگر بتمن در دنیای تاریک است.
او به عنوان ترکیبی از دو شخصیت بتمن و دشمنش جوکر، یکی از شوالیه‌های تاریکی و آنتاگونیست اصلی حماسه چندجهانی تاریک، در کنار خدایان کیهانی پرپتوآ و فلیسیتی و بارباتوس، از سال ۲۰۱۷ تا ۲۰۲۱ به تصویر کشیده شده است. تولد دوباره دی‌سی، اولین حضور او در خط داستانی متقاطع شب‌های تاریک: متال بود، قبل از اینکه کمیک مستقل خودش را دریافت کند و به عنوان آنتاگونیست اصلی دی‌سی کامیکس در بتمن/سوپرمن در سال ۲۰۱۹ و در سال شرور در کنار لکس لوتر حضور داشته باشد.
نام او کنایه‌ای است بر ترکیب جدیت بتمن اصلی و عنوان فیلم مردی که می‌خندد محصول ۱۹۲۸ با حضور کنراد وید که در اصل جوکر از او الهام گرفته شده است.

## توانایی‌ها
بتمنی که می‌خندد با توانایی‌های بتمن همراه با اخلاق پیچیده جوکر به تصویر کشیده شده است. این دلیلی شد تا بتمن مجبور شود با جوکر متحد شود تا همتای خود را متوقف کند زیرا او پیش بینی می کرد که خود دیگری توانایی های تاکتیکی موجود خود را حفظ می‌کند و بنابراین اتحاد بین بتمن و جوکر تنها چیزی بود که همتای او هرگز نمی توانست پیش بینی کند. او که از دنیای تاریک نشأت می گیرد، می‌تواند امیال و ترس‌های مردم را که تجسم واقعیت‌های دیگر اعمال فعلی آنها است، ببیند. کلاه فلزی او به عنوان یک گیره آینده‌نگر ساخته شده از "فلز تاریک" عمل می‌کند و به او این امکان را می‌دهد که این اقدامات را فیلتر کند و حرکات بعدی حریفان خود را در حین مبارزه پیش‌بینی کند و با استفاده از دانش خود از ترس آنها، روان آنها را بهم بریزد. برخلاف بتمن، او سلاح‌های کشنده‌ای را انتخاب می‌کند که به او امکان می‌دهد، حریف خود را سریع بکشد، از جمله مسلسل‌ها، چاقوها، سلاح‌های زنجیره‌ای که در انتهای آن یک بترنگ وصل شده و مجموعه‌ای از سلاح‌های تیغه‌دار هستند.
بتمنی که می‌خندد از بترنگ‌های ساخته شده از "دارک متال" استفاده می کند که می تواند بدترین نسخه قربانی خود را به نمایش بگذارد. زمانی که با استفاده از اعضای آلوده شده لیگ عدالت، تجسم جدیدی از راز شش را خلق کرد، از اینها استفاده کرد.
در طول وقایع شوالیه‌های تاریک:دارک متال، بتمنی که می‌خندد، قدرت های دکتر منهتن را به دست آورد که دکتر آرکهام با عمل جراحی ذهن خود را در ذهن بروس وین با قدرت های منهتن ادغام می کند و به او قدرت مطلق، پرواز و انتقال از راه دور می‌دهد. در میان دیگر قدرت‌ها پس از جذب قدرت های منهتن والی وست، قدرت او به شدت افزایش می یابد.
مانند سایر ساکنان دارک مولتی‌ورس، بتمن که می‌خندد نسبت به Nth Metal ضعف دارد.

## نقد
بتمنی که می‌خندد توسط نویسندگان وب‌سایت‌ها "وحشتناک" توصیف شده است.. به گفته CBR بتمنی که می‌خندد شامل "بهترین" قسمت‌های بتمن و "بدترین" قسمت‌های جوکر است.
این شخصیت در طراحی با قاضی مرگ مقایسه شده است. به گفته اسکات اسنایدر (خالق بتمنی که می خندد)، این دو شخصیت مشابهی دارند.

## در رسانه‌های دیگر

### بازی‌های ویدیویی
- بتمنی که می‌خندد به عنوان یک شخصیت قابل بازی در بی‌عدالتی: خدایان میان ما ظاهر می‌شود
- بتمنی که می‌خندد در جهان دی‌سی آنلاین ظاهر می‌شود
- بتمنی که می‌خندد به عنوان یک شخصیت قابل بازی در فورتنایت بتل رویال ظاهر می‌شود
- بتمنی که می‌خندد به عنوان پوسته جوکر در مولتی‌ورسز ظاهر می‌شود.[۸]